# دونگا راشیتسا
دونگا راشیتسا (به صربی: Donja Rašica) یک منطقهٔ مسکونی در صربستان است که در بلاتسه واقع شده‌است. دونگا راشیتسا ۹۸ نفر جمعیت دارد.